# George Antheil
George Carl Johann Antheil (Trenton, Nueva Jersey, 8 de julio de 1900 - Nueva York, 12 de febrero de 1959) fue un pianista y compositor estadounidense. Fue inventor de la primera versión del espectro ensanchado que permitiría las comunicaciones inalámbricas de larga distancia.

## Biografía

### Los inicios
Hijo de William y Wilhelmine Antheil, propietarios de una pequeña tienda de calzado, empieza a estudiar composición a los 16 años con Constantin von Sternberg, un alumno de Liszt, y luego con Ernest Bloch, antes de que su falta de recursos le obligue a buscar en 1921, un mecenas en Filadelfia. Ya bajo la protección de la esposa de Edward Bok, que en 1924 había fundado el Curtis Institute of Music, Antheil prepara una gira por Europa como pianista y compositor.

### Traslado a París
En 1923, se establece en París en donde conoce, entre otros, a James Joyce, Ezra Pound, Ernest Hemingway, Man Ray, Fernand Léger, Satie, Pablo Picasso... El 4 de octubre de 1924, estrena su música, que puede encuadrarse en la vanguardia musical de los años 20 ante el público en París, consiguiendo ya entonces la reputación de ser un enfant terrible.
Se le puede considerar integrante del movimiento dada. En esa línea 1926 crea la obra cumbre, y también la más provocadora de su carrera: Ballet mecánico. La obra destaca por su orquestación de pianos, percusiones, timbres eléctricos y hélices de avión. Este ballet es además el cénit del interés de Antheil por el futurismo. 
Sin embargo, pronto cambiará sus intereses hacia el neoclasicismo de su Concierto para piano, obra de 1927. Ese mismo año, el fracaso de su montaje de la versión estadounidense del Ballet mecánico agota los recursos financieros de Antheil y le desequilibra emocionalmente. Este fracaso afectará a su reputación en los Estados Unidos hasta 1940.

### Regreso a los Estados Unidos
Patentó junto a la actriz Hedy Lamarr una versión inicial de un sistema de comunicaciones en salto en frecuencia. A pesar de la entusiástica acogida de su ópera Transatlantic en Fráncfort en 1930, la crisis monetaria internacional obliga a Antheil a regresar a los Estados Unidos, en donde se asocia a artistas populistas, y compone obras para el teatro y el cine en Nueva York. Para sobrevivir, también se ve obligado a trabajar de periodista e incluso de corresponsal durante la Segunda Guerra Mundial.
Se establece en Hollywood, momento en el que Antheil vio un renacimiento de su música, y compone entonces su obra más conocida, la Cuarta Sinfonía en 1942.

### Últimas composiciones
Consigue entonces conciliar su trabajo como compositor "serio" con la música de películas, que le proporcionaba más dinero. Compone para el cine la banda sonora de The Plainsman and the Lady (1946), El espectro de la rosa (1946), McKonkey's Ferry (1948), Éramos desconocidos (1949), Llamad a cualquier puerta (1949), En un lugar solitario (1950), House by the River (1950) y Orgullo y pasión (1957), entre otras. En el terreno de la música sinfónica compondrá en esta etapa el Concierto para violín (1946), la Quinta y Sexta Sinfonías (1947-1948) (esta última inspirada en el famoso cuadro de Eugène Delacroix La libertad guiando al pueblo y en la que se aprecia la influencia de Serguéi Prokófiev), Sonata n.º 4 para violín (1948), las Sonatas para piano n.º 3 y 4 (1947-1948) y Tom Sawyer (1949).